# France Dionne
Pour les articles homonymes, voir Dionne.
France Dionne, née le 23 août 1953 à Rivière-du-Loup, est une dirigeante d'entreprise et femme politique québécoise, députée de Kamouraska-Témiscouata à l'Assemblée nationale du Québec sous la bannière du Parti libéral du Québec des élections de 1985 à sa démission en 1997 pour participer aux élections fédérales.

## Biographie

### Jeunesse
France Dionne naît le 23 août 1953 à Rivière-du-Loup de Paul Dionne, agriculteur, et de Lucille Francœur.
Elle étudie à Saint-Pascal de 1959 à 1970, puis fréquente le Collège Bart dans la ville de Québec jusqu'en 1972. De 1974 à 1977, Dionne étudie en administration à l'université La Salle Extension (en), à Chicago. À l'Université du Québec à Rimouski, elle obtient un certificat en administration en 1982. Elle reçoit sa maîtrise en administration de l'École nationale d'administration publique en 2001. Elle suit aussi des cours à l'Institut canadien des courtiers en valeurs mobilières et à l'Association des fonds mutuels du Canada,. 
Dionne devient secrétaire de direction de la Commission des accidents du travail du Québec en 1972, puis du ministère des Affaires extérieures jusqu'en 1974, puis à l'ambassade canadienne à Washington jusqu'en 1977, puis au bureau du Canada aux Nations unies à Genève jusqu'en 1979. Elle est employée par la Banque royale du Canada de 1980 à 1985. 

### Carrière politique
Aux élections provinciales de 1985, France Dionne est élue députée de la circonscription de Kamouraska-Témiscouata à l'Assemblée nationale du Québec sous la bannière du Parti libéral du Québec. Elle conserve son poste aux élections de 1989 et de 1994. Elle est adjointe du ministre de l'Industrie, du Commerce et de la Technologie Gérald Tremblay du 21 juin 1989 au 19 janvier 1994, après quoi elle devient adjointe d'André Bourbeau, ministre des Finances, jusqu'au 24 juillet de la même année. 
Elle démissionne de son poste de députée provinciale pour rejoindre les élections fédérales le 2 mai 1997, dans la circonscription de Kamouraska—Rivière-du-Loup—Témiscouata—Les Basques. Sous la bannière du Parti libéral du Canada, elle est défaite par Paul Crête, du Bloc québécois, mais finit devant l'ancien député progressiste-conservateur André Plourde.
Dionne se présente sans succès à l'élection partielle de 2010, dans Kamouraska-Témiscouata dû au décès du ministre Claude Béchard, où elle finit proche deuxième derrière le péquiste André Simard,. Durant sa campagne de 2010, elle promeut l'accès aux soins de santé et la préservation du CLSC des frontières, à Pohénégamook.

### Après la vie politique
Même après avoir quitté la scène politique provinciale et nationale, France Dionne reste impliquée dans l'administration et la fonction publique. Elle est notamment sous-ministre adjointe au ministère de la Culture, des Communications et de la Condition féminine de 2011 à 2012 et est toujours membre du Conseil exécutif du Québec. Elle est directrice du bureau des relations extérieures pour la ville de Québec en 2014-2015. Elle devient en 2015 conseillère pour l'Institut de tourisme et d'hôtellerie du Québec, pour lequel elle devient directrice générale en 2017.  
En 2001, elle est élue en tant qu'administratrice au sein du Cercle des ex-parlementaires de l'Assemblée nationale du Québec. Elle occupe ce poste jusqu'en 2003, puis est réélue une seconde fois de 2016 à 2018. De mai 2018 à juin 2022, l'ancienne députée est vice-présidente du Cercle, puis présidente de juin 2022 à mai 2024. Depuis, elle agit à titre de présidente sortante au sein du conseil d'administration, alors que Normand Jutras prend la relève à la présidence. 
Elle est récipiendaire, en 2005, de la Médaille de l'Assemblée nationale.

## Résultats électoraux
|                                                                                               | Nom                   | Parti               | Nombre de voix | %      | Maj. |
| --------------------------------------------------------------------------------------------- | --------------------- | ------------------- | -------------- | ------ | ---- |
|                                                                                               | André Simard          | Parti québécois     | 7 213          | 36,8 % | 196  |
|                                                                                               | France Dionne         | Libéral             | 7 017          | 35,8 % | -    |
|                                                                                               | Gérard Beaulieu       | Action démocratique | 4 509          | 23 %   | -    |
|                                                                                               | Serge Proulx          | Québec solidaire    | 522            | 2,7 %  | -    |
|                                                                                               | Frédéric Brophy Nolan | Vert                | 314            | 1,6 %  | -    |
| Total                                                                                         | Total                 | Total               | 19 575         | 100 %  |      |
| Le taux de participation lors de l'élection était de 57,6 % et 296 bulletins ont été rejetés. |                       |                     |                |        |      |

|                          | Nom                      | Parti politique          | Voix   | %       | Majorité |
| ------------------------ | ------------------------ | ------------------------ | ------ | ------- | -------- |
|                          | Paul Crête               | Bloc québécois           | 16 518 | 38,27 % | 2 399    |
|                          | France Dionne            | Libéral                  | 14 119 | 32,71 % |          |
|                          | André Plourde            | P.-C.                    | 11 623 | 26,93 % |          |
|                          | Armand Pouliot           |                          | 480    | 1,11 %  |          |
|                          | Élaine Côté              | NPD                      | 420    | 0,97 %  |          |
| Total des votes valides  | Total des votes valides  | Total des votes valides  | 43 160 | 97,05 % |          |
| Total des votes rejetés  | Total des votes rejetés  | Total des votes rejetés  | 1 314  | 2,95 %  |          |
| Total des votes exprimés | Total des votes exprimés | Total des votes exprimés | 44 474 | 66,63 % |          |
| Électeurs inscrits       | Électeurs inscrits       | Électeurs inscrits       | 66 748 |         |          |

|                                                                                               | Nom                     | Parti               | Nombre de voix | %      | Maj. |
| --------------------------------------------------------------------------------------------- | ----------------------- | ------------------- | -------------- | ------ | ---- |
|                                                                                               | France Dionne (sortant) | Libéral             | 10 373         | 42,7 % | 386  |
|                                                                                               | Hélène Alarie           | Parti québécois     | 9 987          | 41,1 % | -    |
|                                                                                               | Yvan Ouellet            | Action démocratique | 3 223          | 13,3 % | -    |
|                                                                                               | André Bourgoin          | NPD Québec          | 717            | 3 %    | -    |
| Total                                                                                         | Total                   | Total               | 24 300         | 100 %  |      |
| Le taux de participation lors de l'élection était de 73,3 % et 356 bulletins ont été rejetés. |                         |                     |                |        |      |

|                                                                                               | Nom                     | Parti           | Nombre de voix | %      | Maj.  |
| --------------------------------------------------------------------------------------------- | ----------------------- | --------------- | -------------- | ------ | ----- |
|                                                                                               | France Dionne (sortant) | Libéral         | 12 354         | 55,7 % | 4 121 |
|                                                                                               | Claudette Dorval        | Parti québécois | 8 233          | 37,1 % | -     |
|                                                                                               | Marie-Hélène Lemieux    | Vert            | 1 605          | 7,2 %  | -     |
| Total                                                                                         | Total                   | Total           | 22 192         | 100 %  |       |
| Le taux de participation lors de l'élection était de 66,7 % et 492 bulletins ont été rejetés. |                         |                 |                |        |       |

|                                                                                               | Nom                        | Parti                        | Nombre de voix | %      | Maj.  |
| --------------------------------------------------------------------------------------------- | -------------------------- | ---------------------------- | -------------- | ------ | ----- |
|                                                                                               | France Dionne              | Libéral                      | 14 043         | 57,4 % | 5 190 |
|                                                                                               | Léonard Lévesque (sortant) | Parti québécois              | 8 853          | 36,2 % | -     |
|                                                                                               | Mario Bédard               | Parti indépendantiste (1985) | 781            | 3,2 %  | -     |
|                                                                                               | Clément Doyer              | Vert                         | 704            | 2,9 %  | -     |
|                                                                                               | Daniel Soucy               | Socialisme chrétien          | 88             | 0,4 %  | -     |
| Total                                                                                         | Total                      | Total                        | 24 469         | 100 %  |       |
| Le taux de participation lors de l'élection était de 70,1 % et 322 bulletins ont été rejetés. |                            |                              |                |        |       |